# Ронде ван де Ахтерхук 2024
7-й выпуск Ронде ван де Ахтерхук — шоссейной однодневной велогонки по дорогам Нидерландов. Гонка прошла 25 августа 2024 года в рамках Европейского тура UCI 2024 (категория 1.2) и Кубка Нидерландов. Победу одержал датский велогонщик Стиан Розенлунд Рихтер.

## Участники
В гонке приняло участие 20 команд.
| UCI Continental Teams (10)- Parkhotel Valkenburg - Airtox-Carl Ras - BEAT Cycling - Decathlon AG2R La Mondiale Development Team - Diftar Continental Cycling Team - Metec-Solarwatt p/b Mantel - Team Storck-Metropol Cycling - Team Vorarlberg - Trinity Racing - Volkerwessels Cycling Team Любительские, клубные или региональные команды (10)- Dutch Food Valley Cycling Team - Giant Store Assen-NWVG CT - GRC Jan van Arckel - Houttec Cycling Team - JEGG-DJR Academy - WV De IJsselstreek - OWC & AWV de Zwaluwen - Sensa-Kanjers voor Kanjers - Willebrord Wil Vooruit - WV de Hanzerenners |
| |

## Маршрут
Трасса немного изменилась по сравнению с прошлым годом. Ранее гонка стартовала и финишировала в Гренло, сейчас старт и финиш был перенесён в Ниде. Гонщики стартовали на Влеармоэсплейн, чтобы проехать 194,5 километра. Маршрут включал в себя несколько коротких подъемов, но разница будет заметна в основном по грунтовым дорогам. В общей сложности гонщики преодолели девятнадцать таких участков.

## Ход гонки
Семь лидеров сформировали отрыв дня и так проехали большую часть дистанции. Стеф Конинг (Parkhotel Valkenburg), Мартин Плуто (BEAT), Виктор Бройкс (Metec-Solarwatt), Петер Шультинг (Diftar), Симон Хаберла (GRC Jan van Arckel), Теун Вилерс (OWC Oldenzaal & AWC De Zvaluwen) и Мадс Андерсен (Airtox-Carl Ras) лидировали, опережая пелотон более чем на две минуты. В пелотоне инициативу перехватили VolkerWessels, Diftar и команда талантов Decathlon AG2R La Mondiale. Более чем за 50 километров до финиша пелотон уже взял лидирующую группу в кольцо, так что финал мог начаться полным пелотоном. Вскоре после этого группа гонщиков всё таки уехала. Там были все основные команды, так что эта группа быстро вышла вперед на минуту. Йелте Крийнсен не согласился, но его попытка провалилась, в результате чего одиннадцать лидеров, были настроены бороться за победу. На последних пяти километрах началась борьба за победу, и она стала особенно захватывающей, потому что Крийнсен и ко были близки к финишу. Но они опоздали. Ранний спринтер Стеф Конинг предпринял еще одну атаку на последнем километре, но в решающей ситуации его настигла ведущая группа спринтера: Стиан Розенлунд (Airtox-Карл Рас) показал себя лучшим в этом рывке.

## Результаты
| \| Генеральная классификация \| Генеральная классификация \| Генеральная классификация \| Генеральная классификация \| Генеральная классификация \| \| Гонщик \| Гонщик \| Команда \| Время \| \| \| ------------------------- \| ------------------------- \| -------------------------------------- \| ------------------------- \| ------------------------- \| \| 1-й \| Стиан Розенлунд Рихтер \| Airtox-Carl Ras \| 4ч 19' 59 \| \| \| 2-й \| Ноа Исидоре \| Decathlon AG2R La Mondiale Development \| + 0 \| \| \| 3-й \| Daan van Sintmaartensdijk \| BEAT Cycling Club \| + 0 \| \| |                           |                                        |           |
| |                           |                                        |           |
| Источник: ProCyclingStats |                           |                                        |           |
| Генеральная классификация |                           |                                        |           |
| Гонщик | Гонщик                    | Команда                                | Время     |
| 1-й | Стиан Розенлунд Рихтер    | Airtox-Carl Ras                        | 4ч 19' 59 |
| 2-й | Ноа Исидоре               | Decathlon AG2R La Mondiale Development | + 0       |
| 3-й | Daan van Sintmaartensdijk | BEAT Cycling Club                      | + 0       |